# Самбурки
Самбурки — місцевість у Голосіївському районі Києва, колишній хутір біля вулиці Ягідної та Самбірського (правильно-Самбурського) провулку.

## Походження назви

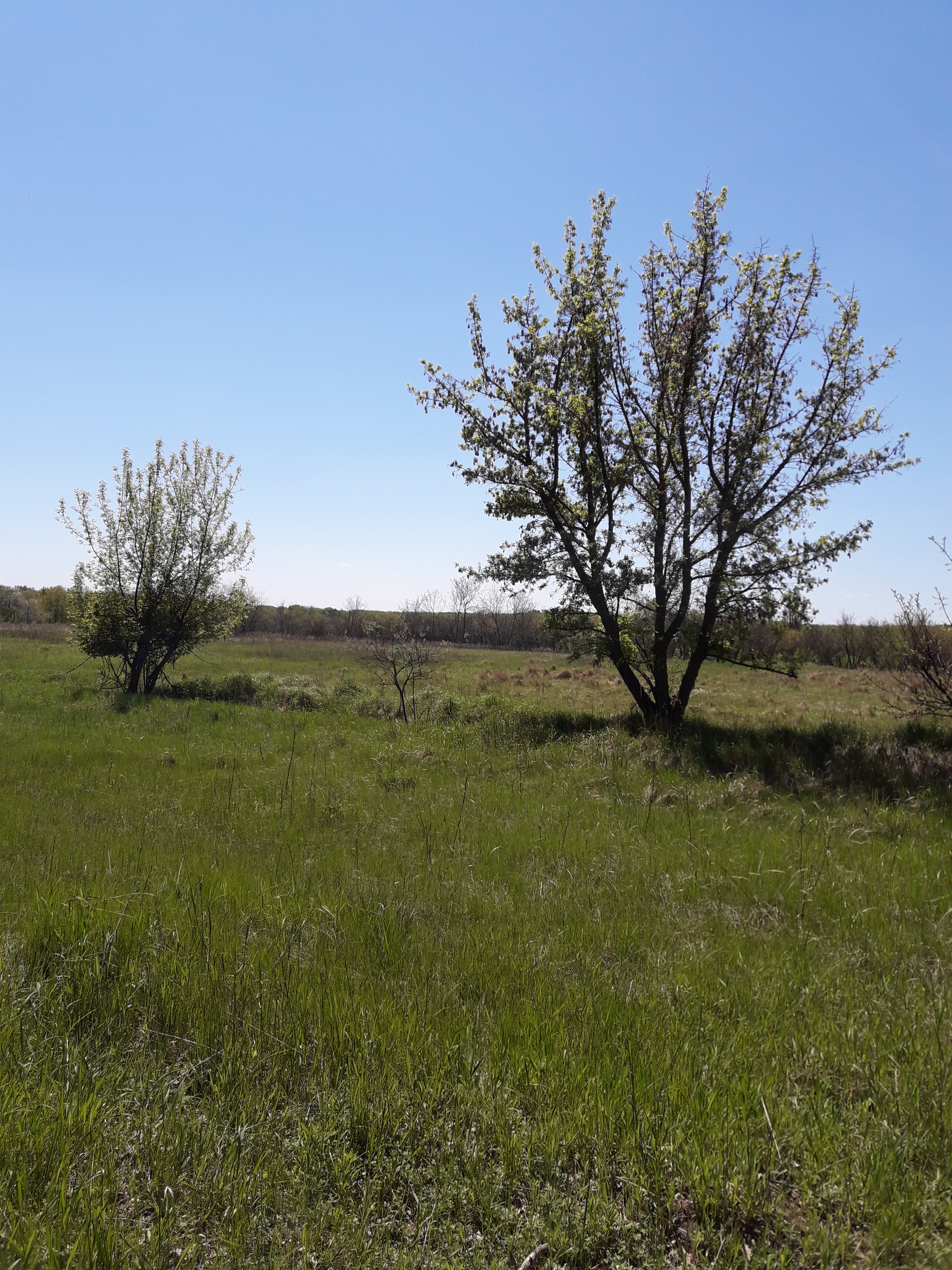

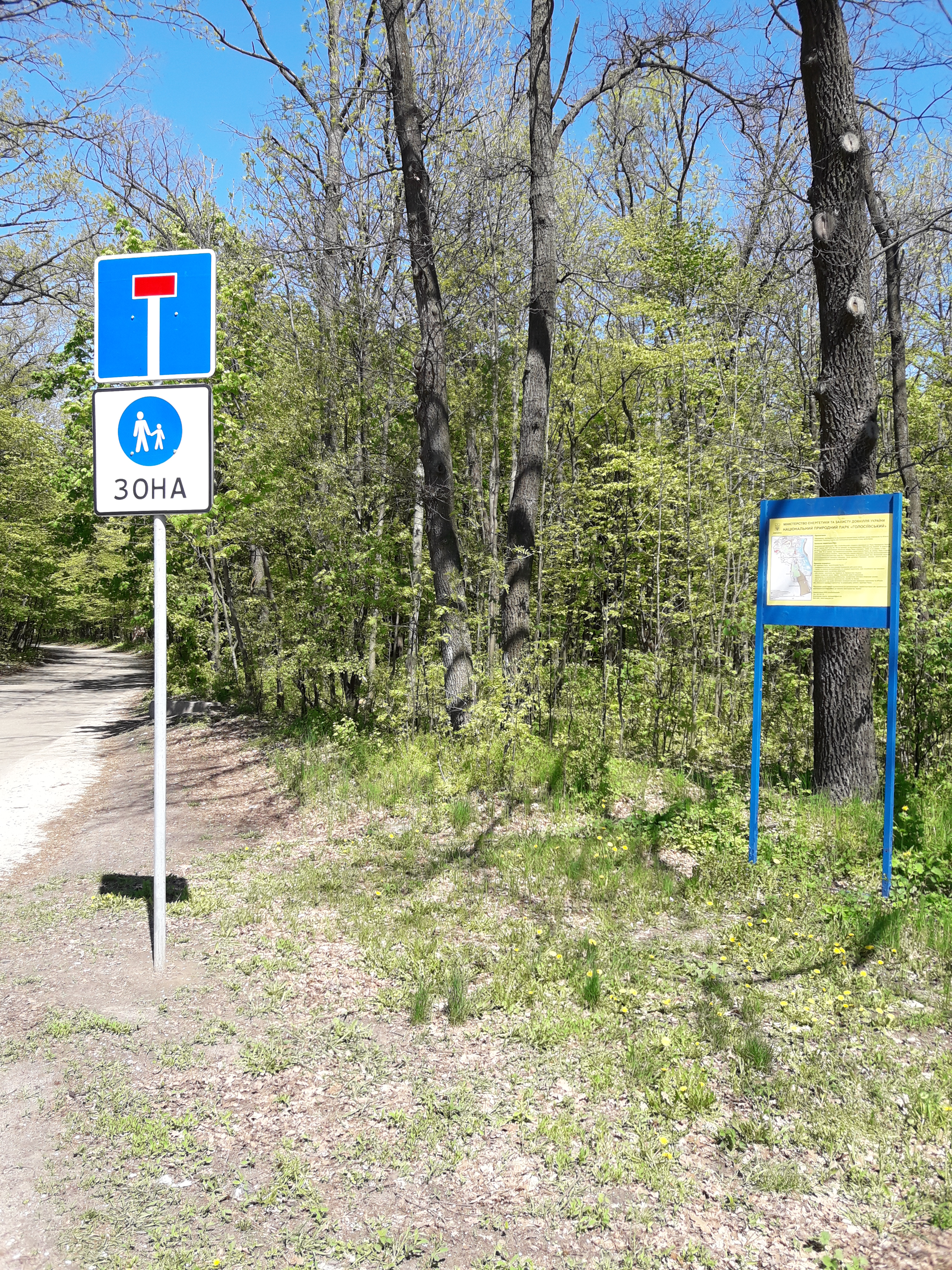

Можливо, що назва походить від «самбук» (бузина — Sambucus), «самбір» (лозняк) або від старослов'янського імені «Самбір» (богатир).

## Історія
Одна з перших згадок про Самбурки припадає на 1580 рік, коли вони фігурують як володіння Києво-Печерської лаври «Сад Марський» (включало поселення і сад). Походження слова «Марський» невідоме. XVIII століття поселення фігурує під двома назвами — хутір Садморський та хутір Самбурський (остання назва, ймовірно, є результатом трансформації першої). Впродовж XIX — на початку XX століття усталюється назва «хутір Самбурський», у якому 1900 року налічувалося 36 мешканців. 1920 року Самбурки були вилучені у Лаври в державне володіння та підпорядковані Мишоловській сільраді, опісля чого втратили статус самостійного поселення.

## Сучасність
Зараз знаходиться у складі села Мишоловка.
На Мишоловці існує Самбурський провулок, що в більшості джерел 1950—90-х років, у тому числі на планах та в довідниках, помилково позначений як Самбірський провулок (начебто від м. Самбір Львівської обл.).